# Willi und die Wunderkröte
Willi und die Wunderkröte ist ein deutscher Kinderfilm von Regisseur Markus Dietrich. Es ist nach Willi und die Wunder dieser Welt der zweite Kinofilm mit Weltentdecker und Moderator Willi Weitzel, der vor allem durch seine Fernsehserie Willi wills wissen Bekanntheit erlangte.
Der Film erzählt kindgerecht von der erstaunlichen Welt der Amphibien und wie wichtig deren Schutz ist. Eingebettet in eine fiktionale Rahmenhandlung geht Willi Weitzel auf eine abenteuerliche Reise rund um die Welt, um Faszinierendes aus dem Reich der Frösche zu berichten. Der Film zeigt, dass Naturschutz, nachhaltiges Leben und gemeinschaftliches Handeln schon bei uns vor der Haustür beginnen.
Thomas Tielsch produzierte den Kinofilm, der am 12. Mai 2022 vom Majestic Filmverleih in den deutschen Kinos startete.

## Inhalt
Willi begibt sich in sein nächstes Abenteuer und taucht ein in die Welt der Amphibien. Hier trifft er Frösche, die knallbunt oder durchsichtig sind, die fliegen können, Winkzeichen geben oder selbst Sonnencreme produzieren, mit der sie sich dann einreiben.
Überredet zu dieser Reise haben ihn die 11-jährige Luna und deren Oma, eine Amphibienforscherin. Bei ihr im Naturkundemuseum hat Willi auch von der Wunderkröte „Bufo Magicus“ gelesen, die uralt und weise ist – und Lunas Oma irgendwie ähnlich sieht.
Während Willi auf Reisen ist, spielt sich in Lunas Dorf ein Drama ab: dem örtlichen Bauer war der kleine Teich, in dem Luna ein Biotop für Frösche aufgebaut hat, im Weg und hat ihn einfach zugeschüttet. Die Frösche konnte Luna aber retten. Luna und Willi müssen die Dorfgemeinschaft davon überzeugen, dass die Frösche ein Zuhause brauchen. Willis Reise bekommt nun eine ganz neue Dringlichkeit: mit seinen Bildern und Geschichten über Frösche möchte er Luna helfen, die Menschen vom Wert der kleinen Tiere zu überzeugen, die weltweit um ihr Überleben kämpfen.

## Produktion
„Willi und die Wunderkröte“ ist eine Produktion von Filmtank und Interactive Media Foundation, gefördert mit Mitteln von MOIN Filmförderung Hamburg Schleswig-Holstein, Medien- und Filmgesellschaft Baden-Württemberg, Mitteldeutscher Medienförderung und dem DFFF. Der Film entstand in Zusammenarbeit mit dem gemeinnützigen Verein Frogs & Friends, der sich für den Schutz der Amphibien einsetzt.

## Premiere
Der Film feierte im Oktober 2021 seine Weltpremiere als Eröffnungsfilm auf dem MICHEL Kinder und Jugend Filmfest im Rahmen des Filmfest Hamburg.